# ذخیره‌گاه طبیعی چورنیه زملی
ذخیره‌گاه طبیعی چورنیه زملی (به لاتین: Chyornye Zemli Nature Reserve) یک منطقهٔ مسکونی در روسیه است که در قالمیقستان واقع شده‌است.